# Drew Bledsoe
Drew McQueen Bledsoe (* 14. Februar 1972 in Ellensburg, Washington) ist ein ehemaliger US-amerikanischer American-Football-Spieler auf der Position des Quarterbacks. Er spielte von 1993 bis 2006 in der National Football League (NFL), hauptsächlich bei den New England Patriots.

## Karriere
Bledsoe besuchte die Washington State University und erzielte dort einige Rekorde. 1993 wurde er in der ersten Runde als erster Spieler von den New England Patriots gedraftet. Er spielte direkt als Starter, konnte mit dem Team jedoch nur fünf der 16 Spiele gewinnen. Das Jahr danach, 1994, war sein erfolgreichstes. Er wurde zum Pro Bowl gewählt und wurde All-Pro. 2001 ließen die Patriots den in der sechsten Runde gedrafteten Tom Brady aufgrund einer Verletzung Bledsoes spielen. Auch nach Bledsoes Genesung spielte Brady weiter als Starting-Quarterback. Ein Jahr später wechselte Bledsoe zu den Buffalo Bills, wo er ziemlich erfolgreich spielte. Er wechselte 2005 jedoch zu den Dallas Cowboys, wo er eine erfolgreiche Saison spielte, sich dann jedoch verschlechterte und durch Tony Romo ersetzt wurde. So beendete er nach der Saison 2006 seine aktive Karriere.

## Weblink
- Website von Drew Bledsoe

| Personendaten    | Personendaten                                                                 |
| ---------------- | ----------------------------------------------------------------------------- |
| NAME             | Bledsoe, Drew                                                                 |
| ALTERNATIVNAMEN  | Bledsoe, Drew McQueen (vollständiger Name)                                    |
| KURZBESCHREIBUNG | US-amerikanischer American-Football-Spieler auf der Position des Quarterbacks |
| GEBURTSDATUM     | 14. Februar 1972                                                              |
| GEBURTSORT       | Ellensburg, Washington                                                        |